# Horaiclavus
Horaiclavus is een geslacht van weekdieren uit de klasse van de Gastropoda (slakken).

## Soorten
- Horaiclavus adenensis Bonfitto & Morassi, 2014
- Horaiclavus anaimus Sysoev in Fedosov & Kantor, 2008
- Horaiclavus filicinctus (E. A. Smith, 1882)
- Horaiclavus kilburni Stahlschmidt, 2015
- Horaiclavus madurensis (Schepman, 1913)
- Horaiclavus multicostatus (Schepman, 1913)
- Horaiclavus ordinei Bonfitto & Morassi, 2014
- Horaiclavus phaeocercus Sysoev in Fedosov & Kantor, 2008
- Horaiclavus splendidus (A. Adams, 1867)
- Horaiclavus stenocyma Kuroda & Oyama, 1971
- Horaiclavus sysoevi Smriglio & Mariottini, 2003